# Rio Voljaberde
O rio Voljaberde (em armênio: Ողջաբերդի գետ; romaniz.: Vołjaberdi get) é um rio da província de Cotaique, na Armênia. Começa nos contrafortes ocidentais das montanhas Guelama e se funde ao rio Jerveje à esquerda, dentro da cidade de Erevã. O comprimento é de 13 quilômetros.